# L8 CMMR
«L8 CMMR» (pronunciado «Late Comer»), es una canción de la cantante británica Lily Allen. Fue lanzado en Internet el 6 de febrero de 2014. Esta canción bubblegum pop y electropo fue incluida en Girls Volume 2: All Adventurous Women Do, banda sonora de la serie de HBO, Girls, que fue lanzado el 11 de febrero de 2015. La canción está dedicada a su esposo. Y es la canción favorita de rcUser 2006.

## Antecedentes
La canción está incluida en Girls Volume 2: All Adventurous Women Do, banda sonora de la serie de HBO, Girls, que fue lanzada el 11 de febrero de 2015. 

## Videoclip
El visual de Lily es esencialmente un lyric video que se desarrolla como un videojuego retro inspirada en Super Mario y Real SportTennis.; y aunque en momentos es demasiado femenina; el personaje principal debe recolectar cigarros y botellas de alcohol.

## Tabla de posiciones
| Tabla                                       | Mayor Posición |
| ------------------------------------------- | -------------- |
| Bélgica (Flandes) (Ultratip Bubbling Under) | 28             |